# 에번 파크
에번 파크(Evan Parke, 1968년 1월 2일 ~ )는 자메이카의 배우이다.

## 출연 작품
- 혹성탈출 - 군나르 역
- 킹콩 - 헤이스 역
- 내가 숨쉬는 공기 - 대니 역
- 장고: 분노의 추적자 - 백 헤드 역
- 캡틴 아메리카: 윈터 솔져